# Destined 2 Win
Destined 2 Win è il secondo album in studio del rapper statunitense Lil Tjay, pubblicato il 2 marzo 2021 sotto l'etichetta Columbia Records.

## Descrizione
Merritt ha iniziato a parlare dell'album da dicembre 2020, dopo aver cancellato il suo profilo Instagram rimasto con l'unico post che parlava di una canzone, che era Calling My Phone, con una caratteristica sconosciuta. Ha chiamato l'album Destined 2 Win perché sentiva che qualcosa in lui sarebbe stato fantastico e riflette sui suoi successi.

## Tracce
1. Destined 2 Win – 1:03
2. Born 2 Be Great – 2:50
3. Calling My Phone (feat. 6LACK) – 3:25
4. What You Wanna Do – 4:05
5. Hood Rich – 3:05
6. Oh Well – 3:13
7. Headshot (con Polo G e Fivio Foreign) – 2:24
8. Gang Gang – 3:50
9. Go Crazy – 3:48
10. Irregular Love – 2:18
11. Move (con Tyga feat. Saweetie) – 3:34
12. Slow Down – 2:51
13. Love Hurts (feat. Toosii) – 3:42
14. Run It Up (feat. Offset & Moneybagg Yo) – 3:04
15. Part Of the Plan – 4:20
16. No Cap – 3:01
17. Life Changed – 3:00
18. Nuf Said – 1:39
19. Losses (Bonus) – 3:15
20. Move On (Bonus) – 2:57
21. None of Your Love (Bonus) – 2:33

## Classifiche

### Classifiche settimanali
| Classifica (2021) | Posizione massima |
| ----------------- | ----------------- |
| Australia         | 9                 |
| Austria           | 59                |
| Belgio (Fiandre)  | 19                |
| Belgio (Vallonia) | 100               |
| Canada            | 2                 |
| Danimarca         | 5                 |
| Finlandia         | 23                |
| Francia           | 62                |
| Germania          | 81                |
| Irlanda           | 14                |
| Islanda           | 6                 |
| Italia            | 51                |
| Lituania          | 13                |
| Norvegia          | 3                 |
| Nuova Zelanda     | 23                |
| Paesi Bassi       | 6                 |
| Regno Unito       | 7                 |
| Spagna            | 93                |
| Stati Uniti       | 5                 |
| Svezia            | 35                |
| Svizzera          | 12                |

### Classifiche di fine anno
| Classifica (2021) | Posizione |
| ----------------- | --------- |
| Danimarca         | 70        |
| Stati Uniti       | 90        |